# Unaufhaltsam (Film)
Unaufhaltsam (Originaltitel Unstoppable) ist ein Filmdrama von William Goldenberg. Der Film, der auf einem Buch des einbeinigen Ringers Anthony Robles basiert, in dem dieser seine Lebensgeschichte erzählt, feierte im September 2024 beim Toronto International Film Festival seine Premiere und kam Anfang Dezember 2024 in die US-Kinos. Mitte Januar 2025 wurde der Film in den deutschsprachigen Ländern in das Programm von Prime Video aufgenommen. Robles wird in dem Film von Jharrel Jerome gespielt und doubelte sich in vielen Szenen selbst.

## Handlung
Anthony Robles wurde mit nur einem Bein geboren, beeindruckt aber im Ringen an seiner Highschool alle. Er lebt mit seiner Mutter Judy, ihrem neuen Partner Rick und vier jüngeren Halbgeschwistern zusammen in Mesa, Arizona. Er liebt seine Geschwister, aber das Verhältnis zu seinem autoritären Stiefvater, der als Gefängniswärter arbeitet, ist schwierig. Auch wie Rick mit seiner Mutter umgeht bereitet Anthony Sorgen.
Anthonys Trainer Shawn Charles ist besonders von seinem Durchhaltevermögen beeindruckt. Dennoch wurde er von allen großen College-Scouts wie von der University of Iowa, die ihn bei seinen Siegen gesehen haben, abgelehnt. Judy und Anthonys Highschool-Trainer motivieren ihn, das vierjährige Stipendium anzunehmen, das ihm die Drexel University in Philadelphia anbietet. Es ist die einzige Universität, die ihn haben möchte. Auch wenn er weiß, dass die Drexel keinerlei NCAA-Ringerprofil hat, willigt Anthony ein.
Das Training soll bei Bobby Williams von der Arizona State erfolgen, den Charles kennt. Er sagt dem Jungen ganz ehrlich, dass die Uni bereits eine ganze Reihe von Anwärtern hat, die um die 33 Plätze im Wrestling-Programm wetteifern, und er es für höchst unwahrscheinlich erachtet, dass Anthony als Ringer ohne ein Stipendium dort in die Mannschaft aufgenommen wird. Anthony jedoch lässt sich nicht so leicht abschrecken.
Letztlich schafft es Anthony im Ringen bis zum Division I-Champion der National Collegiate Athletic Association.

## Literarische Vorlage und Biografisches
„Ich hatte nie das Gefühl dazuzugehören. Ich fühlte mich immer irgendwie wie ein Außenseiter und versuchte, meine Bestimmung zu finden, irgendwie dazuzugehören.“

Der Film basiert auf dem Buch Unstoppable: From Underdog to Undefeated: How I Became a Champion von Anthony Robles, das im September 2012 bei Gotham Books veröffentlicht wurde. Der US-amerikanische Sportler hatte 2011 die nationale Einzelmeisterschaft im Ringen der NCAA in der 125-Pfund-Gewichtsklasse gewonnen, obwohl er nur mit einem Bein geboren wurde.

## Produktion

### Filmstab
Regie führte William Goldenberg. Es handelt sich bei Unaufhaltsam um das Regiedebüt des Filmeditors. Er wurde mehrfach für den Oscar nominiert und für seine Arbeit bei Argo mit diesem ausgezeichnet. Bei Unaufhaltsam überließ er diese Brett M. Reed, der in der Vergangenheit den Filmschnitt bei dem Thriller Dreamland von Miles Joris-Peyrafitte und dem Actionfilm Brothers by Blood von Jérémie Guez übernommen hatte.
Das Drehbuch schrieben Eric Champnella, Alex Harris und John Hindman. Zu den Produzenten zählt neben Ben Affleck als Mitgründer von Artists Equity auch der echte Anthony Robles. Goldenberg war bei Afflecks Sportdrama Air: Der große Wurf als Filmeditor tätig, als man ihm sein erstes eigenes Filmprojekt anvertraute.

### Besetzung und Dreharbeiten

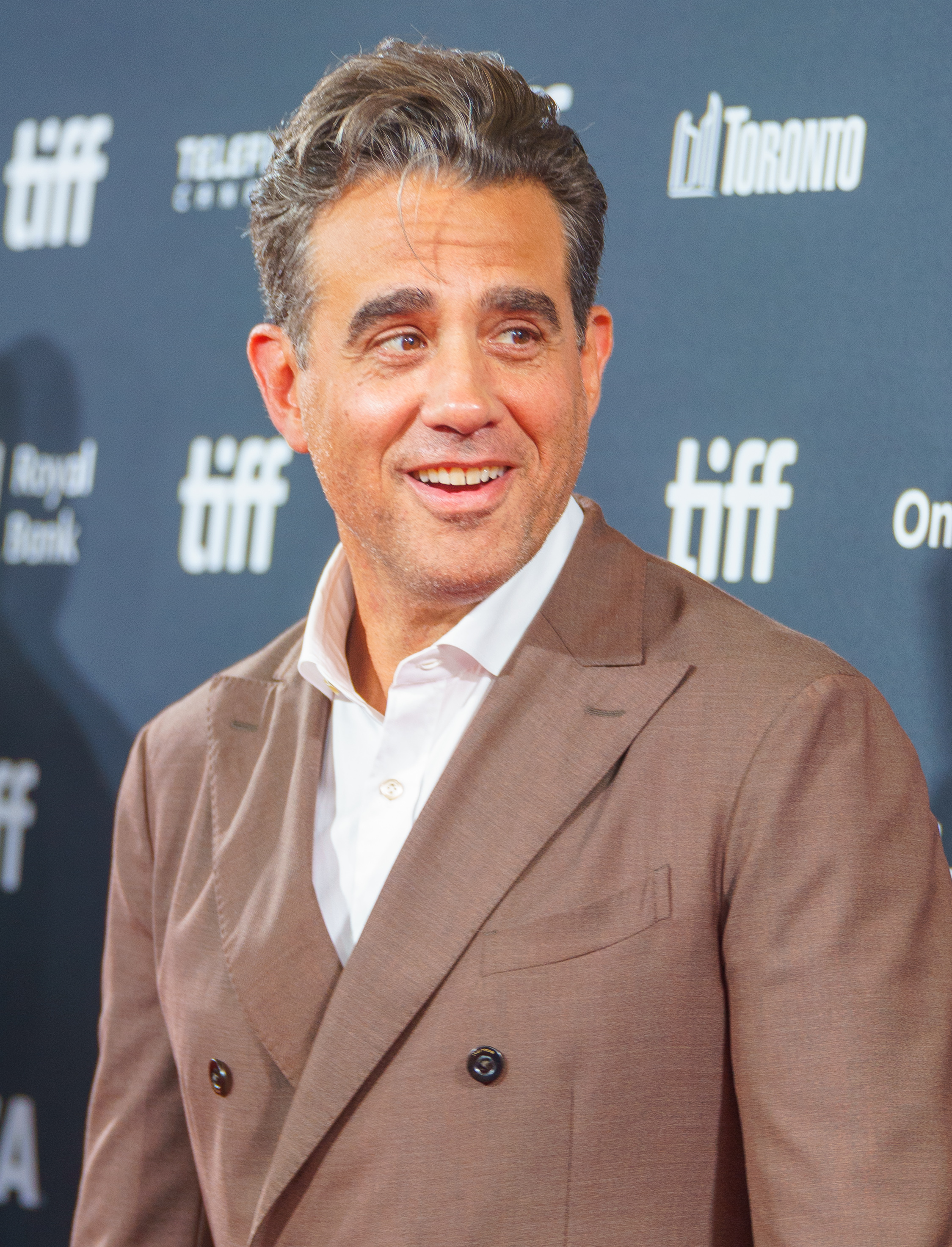
Bobby Cannavale spielt Anthonys Stiefvater Rick

Jharrel Jerome, bekannt aus Hauptrollen in den Filmen Moonlight, Selah and the Spades und Concrete Cowboy, spielt den Ringer Anthony Robles. Jennifer Lopez, die Ehefrau von Ben Affleck, spielt Anthonys Mutter Judy und Bobby Cannavale seinen Stiefvater Rick. Michael Peña und Don Cheadle spielen seine Trainer Bobby Williams und Shawn Charles. Johnni DiJulius ist in der Rolle von Matt McDonough zu sehen, gegen den Anthony am Ende des Films in den NCAA-Championships antritt. Der echte Anthony Robles fungierte in vielen Szenen als Jeromes Double. Mithilfe von visuellen Effekten wurde das rechte Bein des Schauspielers in den übrigen Szenen digital entfernt.
Kameramann Salvatore Totino war zuletzt für die Filme Space Jam: A New Legacy von Malcolm D. Lee, 65 von Scott Beck und Bryan Woods und Ghosted von Dexter Fletcher tätig.

### Filmmusik und Veröffentlichung
Die Filmmusik komponierte Alexandre Desplat, der für seine Arbeit an den Filmen Grand Budapest Hotel und Shape of Water – Das Flüstern des Wassers mit einem Oscar ausgezeichnet wurde. Das Soundtrack-Album mit insgesamt 17 Musikstücken soll am 17. Januar 2025 von Lakeshore Records als Download veröffentlicht werden.
Die Premiere des Films fand am 6. September 2024 beim Toronto International Film Festival statt. Im Oktober 2024 wird er beim Woodstock Film Festival und beim Montclair Film Festival als Centerpiece gezeigt. Ende des Monats wird der Film beim AFI Fest, beim Chicago International Film Festival und beim Savannah Film Festival gezeigt. Die Vertriebsrechte in den USA liegen bei den Amazon MGM Studios. Am 6. Dezember 2024 kam der Film dort in ausgewählte Kinos. Am 16. Januar 2025 wurde er in den deutschsprachigen Ländern in das Programm von Prime Video aufgenommen.

### Synchronisation
Die deutschsprachige Synchronisation entstand nach einem Dialogbuch und der Dialogregie von Timmo Niesner im Auftrag der Arena Synchron in Berlin.
| Rolle                | Darsteller          | Synchronsprecher   |
| -------------------- | ------------------- | ------------------ |
| Anthony Robles       | Jharrel Jerome      | Oscar Räuker       |
| Judy Robles          | Jennifer Lopez      | Natascha Geisler   |
| Rick Robles          | Bobby Cannavale     | Dennis Schmidt-Foß |
| Coach Bobby Williams | Michael Peña        | Tobias Müller      |
| Coach Shawn Charles  | Don Cheadle         | Dietmar Wunder     |
| Adam Amin            | Adam Amin           | Marcel Collé       |
| Andrew Robles        | Carlos Solórzano    | Oskar Makino       |
| Bennet               | Timothy Hornor      | Viktor Neumann     |
| Brian Corwin         | Chimechi Oparanozie | Jan-Marten Block   |
| Caterer              | Andrew Santiago     | Nico Birnbaum      |
| Don Kurring          | Andrew Borba        | Christian Intorp   |
| Dorian               | Parker Sack         | Sam Bauer          |
| Eddie                | Mykelti Williamson  | Achim Buch         |
| Gary Sherman         | Michael Weaver      | Johann Fohl        |
| Joshua 'Bo' Robles   | Elijah James        | Jasper Holdt       |
| Matt McDonough       | Johnni DiJulius     | Christoph Hofmann  |
| Nicholas Robles      | Noen Perez          | Ludwig Niesner     |
| Quint Kessenich      | Quint Kessenich     | Nicholas Reinke    |
| Ronnie Robles        | Julianna Gamiz      | Simela Avramidou   |
| Shane Sparks         | Shane Sparks        | Timmo Niesner      |

## Rezeption

### Altersfreigabe und Kritiken
In den USA wurde der Film als PG-13 eingestuft. In Deutschland wurde der Film von der FSK ab 12 Jahren freigegeben.
Von den bei Rotten Tomatoes aufgeführten Kritiken sind 76 Prozent positiv. Bei Metacritic erhielt der Film einen Metascore von 65 von 100 möglichen Punkten.

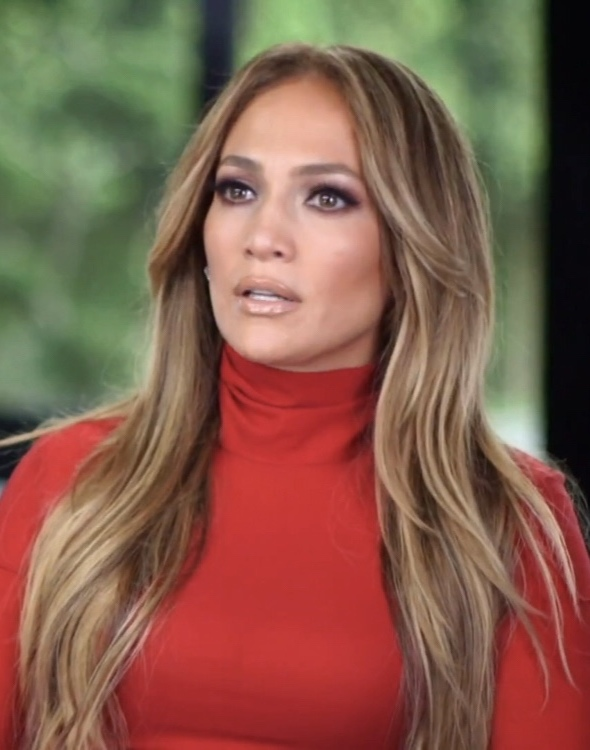
Jennifer Lopez spielt Anthonys Mutter Judy

David Rooney schreibt in seiner Kritik in The Hollywood Reporter, Jharrel Jerome sei in seiner ersten Filmhauptrolle hervorragend. Er spiele Anthony als einen jungen Mann, der sich dagegen wehrt, nur über das definiert zu werden, was andere als seine Schwäche empfinden. Manche mögen argumentieren, dass Judy für eine Mutter von fünf Kindern, die in einem Haushalt lebt, der kaum über die Runden kommt und Coupons ausschneidet, ein wenig glamourös wirkt, doch Jennifer Lopez liefere in der Rolle der Mutter mit einem unerschütterlichen Glauben an ihren Sohn eine einfühlsame und absolut überzeugende Leistung ab und zeige in ihrer vielschichtigen Darstellung all den Schmerz und die bittere Enttäuschung über sich selbst in ihrem Leben, aber auch Stolz und Widerstandskraft.

### Auszeichnungen
Black Reel Awards 2025
- Nominierung als Bester Nachwuchsschauspieler (Jharrel Jerome)[27]

Celebration of Cinema and Television 2024
- Auszeichnung mit dem Breakthrough Actor Award  (Jharrel Jerome)[28]

Middleburg Film Festival 2024
- Auszeichnung mit dem Rising Star Award (Jharrel Jerome)[29]

Palm Springs International Film Festival 2025
- Auszeichnung mit dem Legend & Groundbreaker Award (Jennifer Lopez)
- Nominierung für den Young Cineastes Award[30][31]

Savannah Film Festival 2024
- Auszeichnung mit dem Lumiere Award (Jharrel Jerome)[32]